# Quaternionenadler
Als Quaternionenadler wird ein doppelköpfiger Reichsadler des Heiligen Römischen Reiches bezeichnet, der das Reich durch die Darstellung der Wappen der Glieder (Stände) des Reiches allegorisch darstellt.

## Symbolik

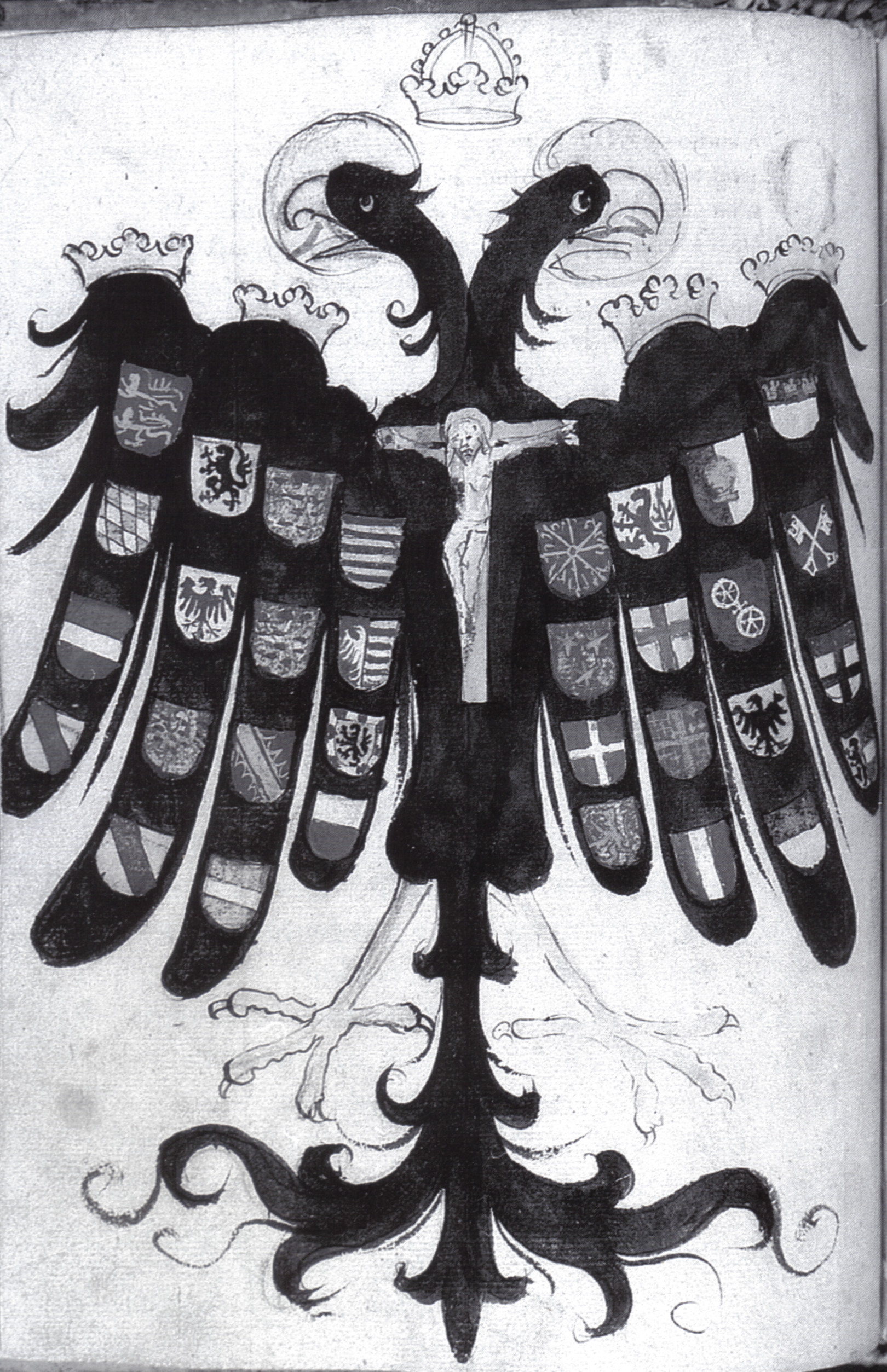
Quaternionenadler aus der Handschrift „Agrippina“ von Heinrich van Beeck
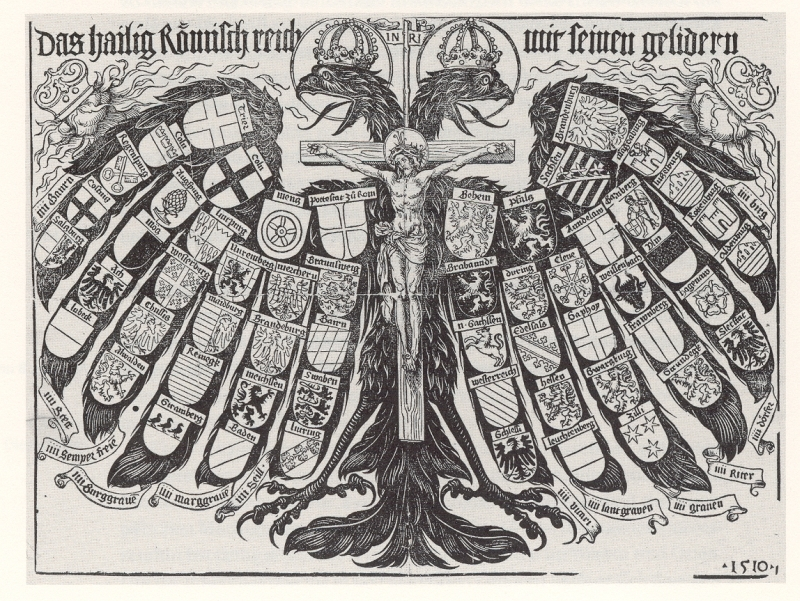
Holzschnitt von Hans Burgkmair dem Älteren aus dem Jahre 1510
Kolorierte Darstellung von Jost de Negker auf der Darstellung von Burgkmair beruhend, 1510
Quaternionenadler von Jost de Negker als Vektorgrafik

Der doppelköpfige Adler wurde unter Kaiser Sigismund im Jahre 1433 das Wappentier des römisch-deutschen Königs und Kaisers und damit zum Wappentier des Reiches. Auf den Flügelfedern des davon abgeleiteten Quaternionenadlers sind die Wappen der Glieder des Reiches jeweils in Vierergruppen (Quaternionen der Reichsverfassung) abgebildet. Es handelt sich um eine Auswahl von Reichsständen.

Österreich-Ungarn, mittleres gemeinsames Wappen (1867–1915)

Der Adler selbst symbolisiert das Reich als Ganzes, in das sich die Glieder einzufügen haben. Mit der tatsächlichen Zusammensetzung der Reichsstände hatten die jeweiligen Darstellungen aber nur wenig zu tun, da die Auswahl der Wappen relativ willkürlich war oder aber den jeweiligen Interessen des Auftraggebers der Darstellung diente. So sind beispielsweise in der Darstellung von van Beeck die Wappen von Köln und Aachen abgebildet, die Wappen der Kurfürsten fehlen jedoch. Diese Darstellung drückt damit das wachsende städtische Selbstbewusstsein gegenüber den anderen Ständen aus.

## Rezeption
Das Motiv des Quaternionenadlers erfreute sich einer hohen Beliebtheit. Es erfuhr eine große Verbreitung überall im Reich und wurde stets auf den in der Neuzeit geschätzten Reichsadlerhumpen abgebildet.